# Centrální statistický úřad církve
Centrální statistický úřad katolické církve (it. Ufficio centrale di statistica della Chiesa cattolica) je úřad Svatého stolce, který je součástí Římské kurie. Podléhá sekci pro všeobecné záležitosti Státního sekretariátu Svatého stolce.
Úřad byl zřízen 15. srpna 1967 papežem Pavlem VI., původně pod názvem Centrální statistický úřad (Ufficio centrale di statistica).
Jedná se o oficiální orgán Svatého stolce, který je zodpovědný za poskytování veškerých údajů týkajících se katolicismu ve světě. Nejdůležitějším souhrnem dokončených studií je papežská ročenka Annuario Pontificio, která vychází každoročně.

## Chronologie ředitelů
- Francesco Norese (1971 – 1974 odstoupil)
- Pietro Silvi (1975 – 1996 odstoupil)
- Vittorio Formenti (1996 – 2016 odstoupil)
- Tomislav Đukez (2019 - 2023)